# Ytres
Ytres est une commune française située dans le département du Pas-de-Calais en région Hauts-de-France.

## Géographie

### Localisation
Localisée dans le sud-est du département du Pas-de-Calais et limitrophe du département de la Somme, Ytres est une commune traversée par le canal du Nord et située, à vol d'oiseau, à 12 km au sud-est de la commune de Bapaume et à 29 km au sud-est de la commune d'Arras (chef-lieu d'arrondissement et préfecture du Pas-de-Calais).
Le territoire de la commune est limitrophe de ceux de sept communes, dont deux, Équancourt et Étricourt-Manancourt, dans le département de la Somme.
Les communes limitrophes sont Bertincourt, Bus, Léchelle, Neuville-Bourjonval, Ruyaulcourt, Équancourt et Étricourt-Manancourt.

### Géologie et relief
La superficie de la commune est de 4,26 km2 ; son altitude varie de 94  à   133 mètres.

### Hydrographie
Le territoire de la commune, situé dans le bassin Artois-Picardie, est traversé par le canal du Nord, canal ou chenal navigable de 75,56 km, qui prend sa source dans la commune de Rouy-le-Grand et se jette dans la Somme Canalisée au niveau de la commune de Biaches.

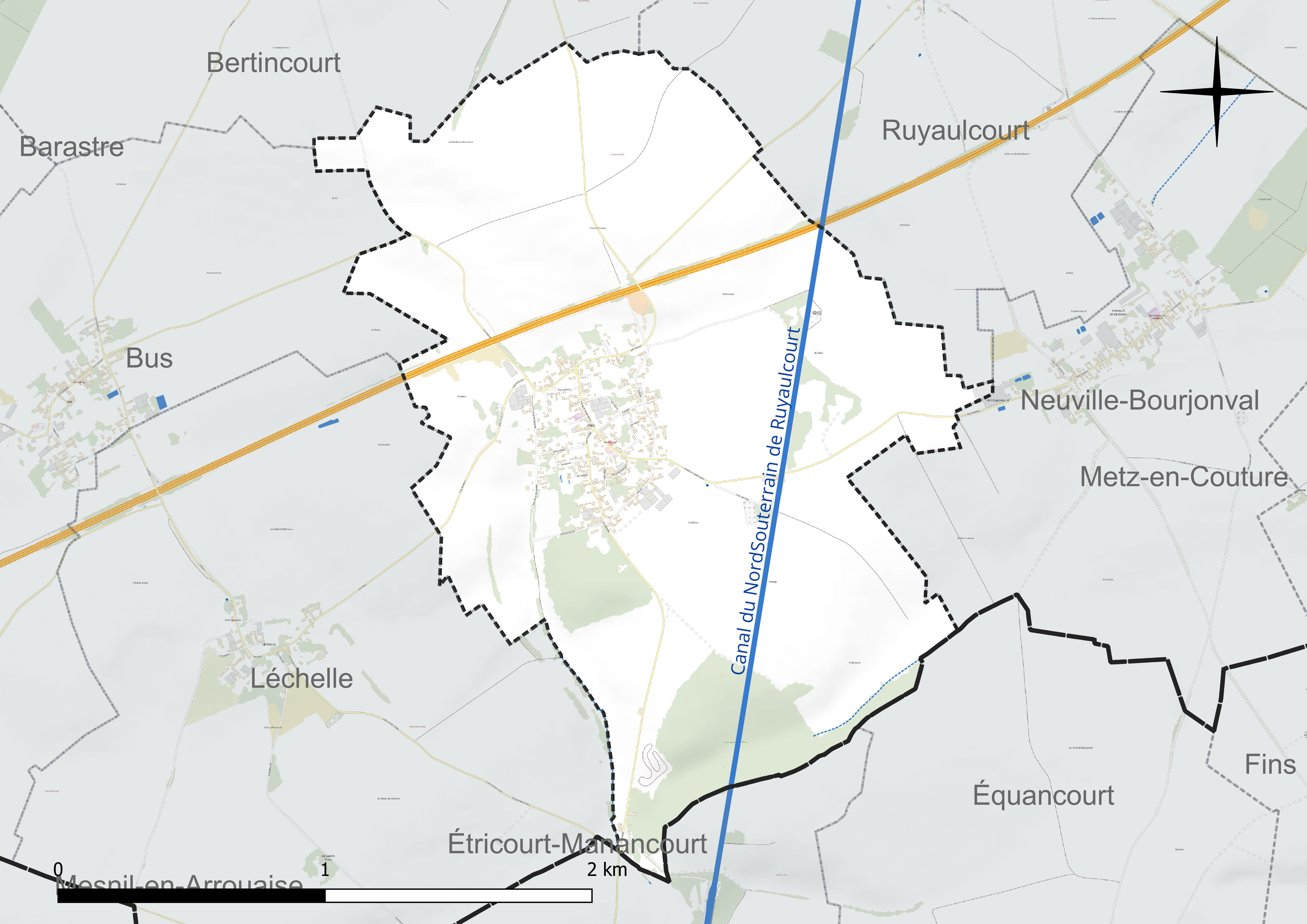
Réseau hydrographique d'Ytres.

### Climat
Pour des articles plus généraux, voir Climat des Hauts-de-France et Climat du Nord-Pas-de-Calais.
En 2010, le climat de la commune est de type climat océanique dégradé des plaines du Centre et du Nord, selon une étude du CNRS s'appuyant sur une série de données couvrant la période 1971-2000. En 2020, Météo-France publie une typologie des climats de la France métropolitaine dans laquelle la commune est exposée à un climat océanique et est dans la région climatique Nord-est du bassin Parisien, caractérisée par un ensoleillement médiocre, une pluviométrie moyenne régulièrement répartie au cours de l’année et un hiver froid (3 °C).
Pour la période 1971-2000, la température annuelle moyenne est de 9,9 °C, avec une amplitude thermique annuelle de 14,9 °C. Le cumul annuel moyen de précipitations est de 750 mm, avec 11,6 jours de précipitations en janvier et 9 jours en juillet. Pour la période 1991-2020, la température moyenne annuelle observée sur la station météorologique la plus proche, située sur la commune d'Épehy à 12 km à vol d'oiseau, est de 10,6 °C et le cumul annuel moyen de précipitations est de 752,8 mm,. Pour l'avenir, les paramètres climatiques de la commune estimés pour 2050 selon différents scénarios d'émission de gaz à effet de serre sont consultables sur un site dédié publié par Météo-France en novembre 2022.

### Paysages
Pour un article plus général, voir Paysage en France.
La commune est située dans le paysage régional des grands plateaux artésiens et cambrésiens tel que défini dans l’atlas de paysages de la région Nord-Pas-de-Calais, conçu par la direction régionale de l'Environnement, de l'Aménagement et du Logement (DREAL),. Ce paysage régional, qui concerne 238 communes, est dominé par les « grandes cultures » de céréales et de betteraves industrielles qui représentent 70 % de la surface agricole utilisée (SAU).

## Urbanisme

### Typologie
Au 1er janvier 2024, Ytres est catégorisée commune rurale à habitat dispersé, selon la nouvelle grille communale de densité à sept niveaux définie par l'Insee en 2022.
Elle est située hors unité urbaine et hors attraction des villes,.

### Occupation des sols
L'occupation des sols de la commune, telle qu'elle ressort de la base de données européenne d’occupation biophysique des sols Corine Land Cover (CLC), est marquée par l'importance des territoires agricoles (82,9 % en 2018), une proportion sensiblement équivalente à celle de 1990 (83 %). La répartition détaillée en 2018 est la suivante :
terres arables (82,9 %), zones urbanisées (9,7 %), forêts (7,4 %). L'évolution de l’occupation des sols de la commune et de ses infrastructures peut être observée sur les différentes représentations cartographiques du territoire : la carte de Cassini (XVIIIe siècle), la carte d'état-major (1820-1866) et les cartes ou photos aériennes de l'IGN pour la période actuelle (1950 à aujourd'hui).

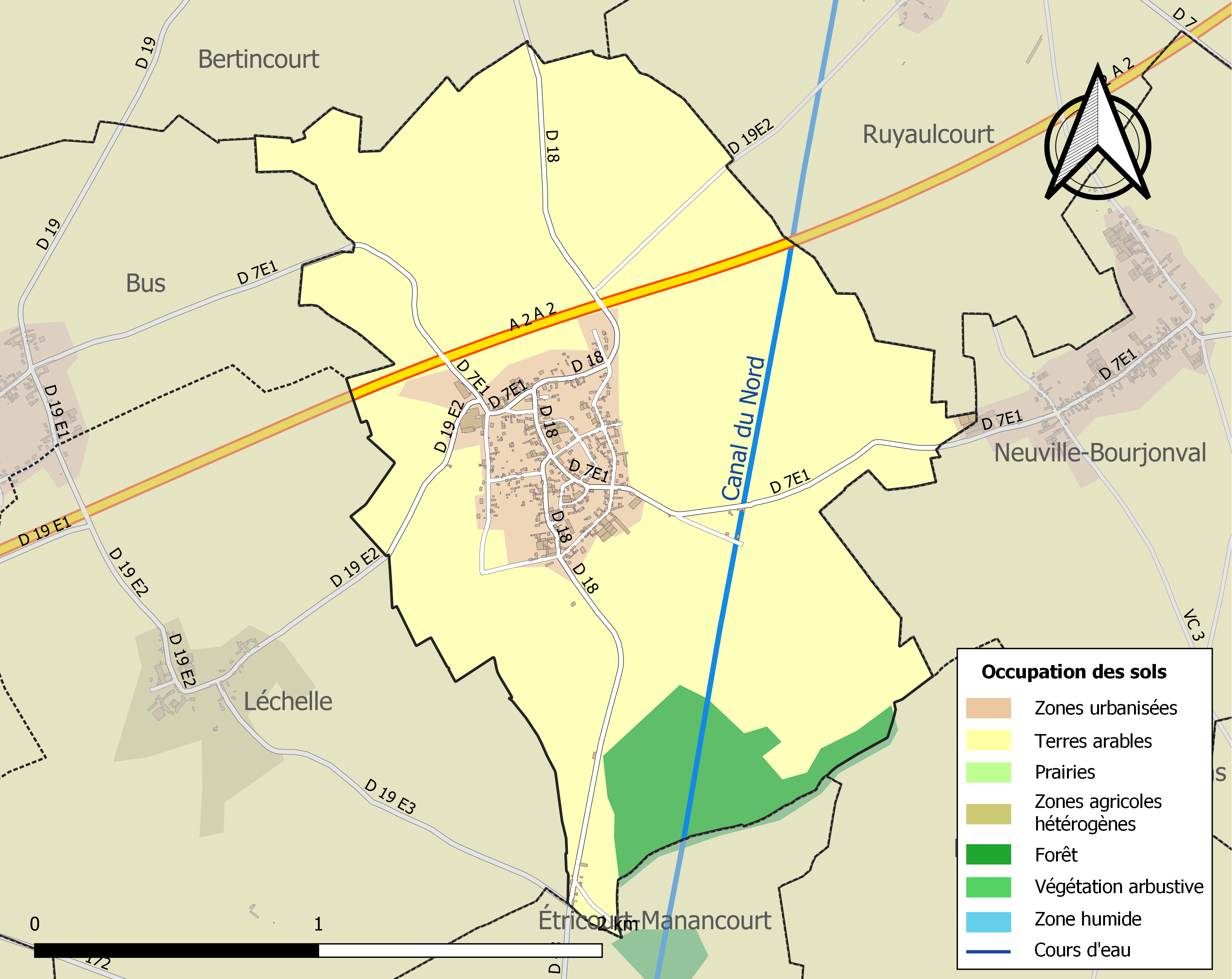
Carte des infrastructures et de l'occupation des sols de la commune en 2018 (CLC).

### Habitat et logement
En 2019, le nombre total de logements dans la commune était de 194, alors qu'il était de 185 en 2014 et de 184 en 2009.
Parmi ces logements, 86 % étaient des résidences principales, 4,1 % des résidences secondaires et 9,8 % des logements vacants. Ces logements étaient pour 99,5 % d'entre eux des maisons individuelles et pour 0 % des appartements.
Le tableau ci-dessous présente la typologie des logements à Ytres en 2019 en comparaison avec celle du Pas-de-Calais et de la France entière. Une caractéristique marquante du parc de logements est ainsi une proportion de résidences secondaires et logements occasionnels (4,1 %) inférieure à celle du département (6,4 %) mais supérieure à celle de la France entière (9,7 %). Concernant le statut d'occupation de ces logements, 76 % des habitants de la commune sont propriétaires de leur logement (74,4 % en 2014), contre 57,8 % pour le Pas-de-Calais et 57,5 pour la France entière.
| Typologie                                               | Ytres | Pas-de-Calais | France entière |
| ------------------------------------------------------- | ----- | ------------- | -------------- |
| Résidences principales (en %)                           | 86    | 85,9          | 82,1           |
| Résidences secondaires et logements occasionnels (en %) | 4,1   | 6,4           | 9,7            |
| Logements vacants (en %)                                | 9,8   | 7,7           | 8,2            |

### Voies de communication et transports

#### Transports
La commune était desservie, de 1879 à 1955, par le chemin de fer de Vélu-Bertincourt à Saint-Quentin qui reliait les communes de Vélu - Bertincourt (Pas-de-Calais) et de Saint-Quentin (Aisne) via le département de la (Somme).
Le canal Seine-Nord Europe (CSNE), reliant l'agglomération parisienne avec le réseau fluvial du Nord de la France et du Benelux et dont l'ouverture est prévue en 2030, traverse le territoire de la commune.

## Toponymie
Le nom de la localité est attesté sous les formes HItinera ; Itra (1103.) ; Yttres (1424.) ; Ittre (1452.) ; Ytre (1569.) ; Yttre (1753.) ; Itre (1757.) ; Itres (1765.) ; Ytres.

## Histoire

### Moyen Âge
Ytres doit son origine et son développement à une église fondé en 691 à Honnecourt.
En 1077, un droit d'octroi est instauré de Ytres à Ginchy : une obole pour une brouette chargée, un denier par bête chargée au col, deux sous par charrette portant marchandises attachées par une corde.
Supplantant les ressources agricoles, les mulquiniers tissant dans les caves participèrent de l'essor du village. Ainsi, une fileuse gagnait 10 sols par jour et un tisserand 20 à 25. Le village n'a cessé de jouir d'une organisation démocratique. Appelés par la cloche les hommes se groupaient à la principale porte de l'église au sortir de la messe et s'entendaient alors concernant les emprunts, les procès, les impôts, la milice, etc.[réf. nécessaire]

### Révolution française et Empire
À la Révolution française, comme dans toute la France, la tenue des registres d'état civil est retirée à la paroisse et confiée à la municipalité.
Le 23 juillet 1793, le marquis de Folleville, seigneur d'Ytres est jugé et guillotiné. Les trois filles du comte de Soyecourt cèdent à leurs fermiers leurs terres, bois et moulin.
La rue Neuve serait ainsi issue du don de mademoiselle de Soyecourt qui aurait distribué aux habitants les plus pauvres des parcelles de 10 ares pour construire leurs maisons.

### Époque contemporaine

Ytres au tout début du XXe siècle
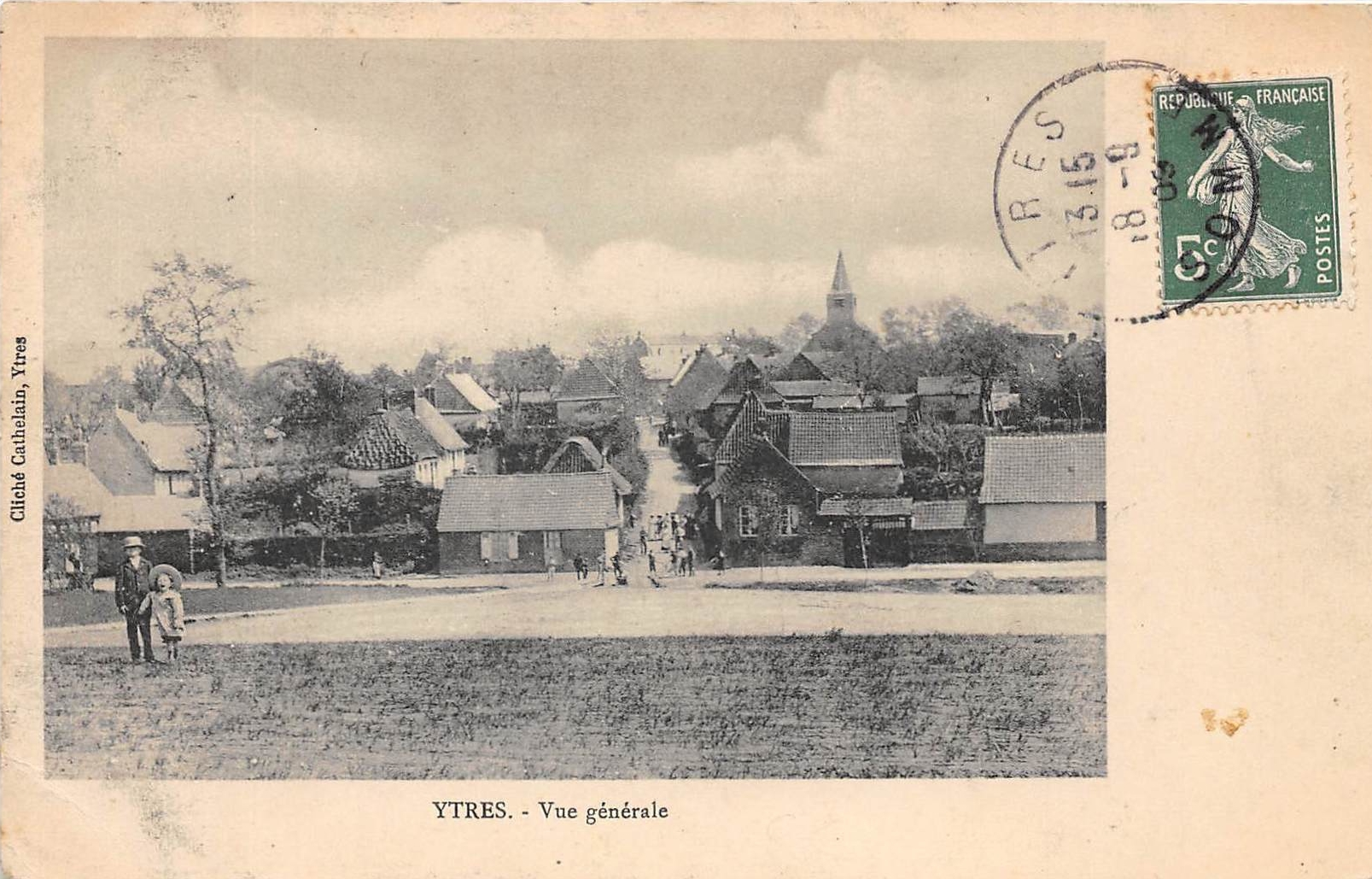
Vue générale
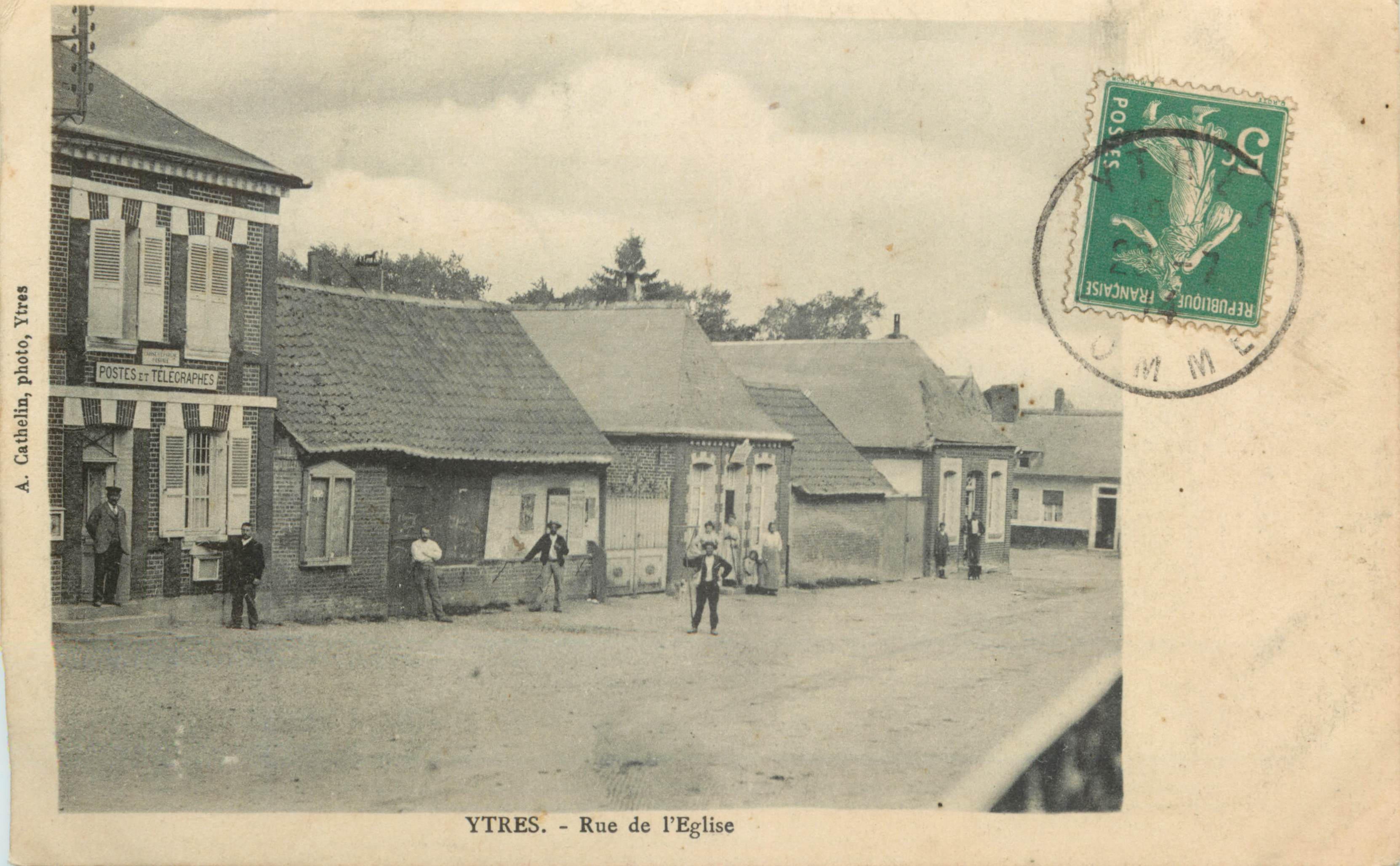
Rue de l'église.
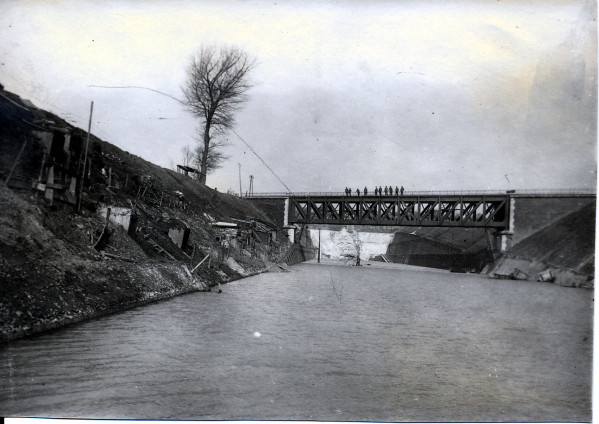
Pont du Vélu sur le canal
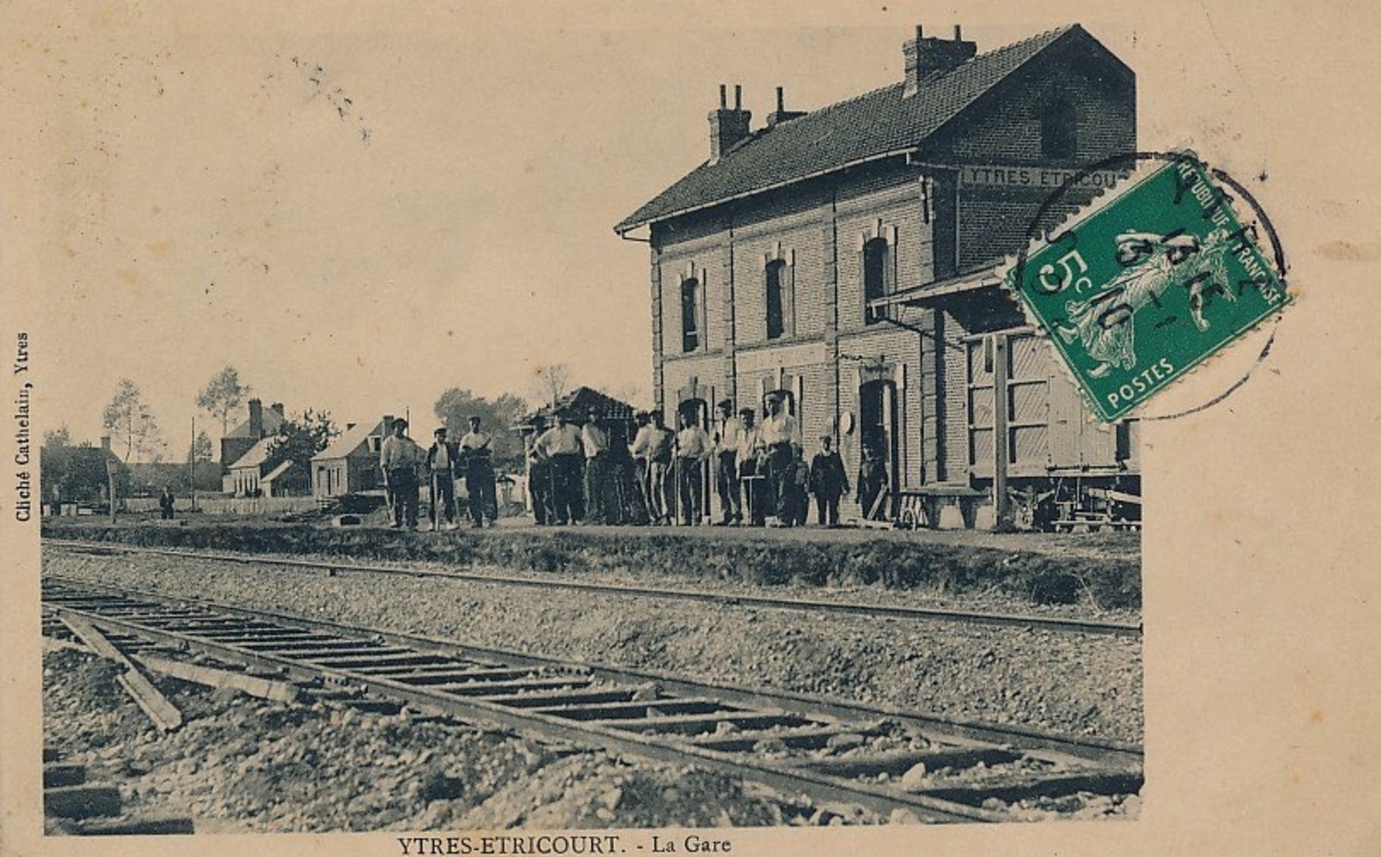
Cheminots en gare d'Ytres-Etricourt

#### Première Guerre mondiale
Lors de la Première Guerre mondiale, Ytres n'est régulièrement occupée par les Allemands qu'au début d'octobre 1914. L'endroit devient un centre de ravitaillement pour l'occupant.
Avant d'abandonner le village, fin mars 1917, les Allemands font sauter l'église, la mairie et des fermes.

Ytres pendant la Première Guerre mondiale
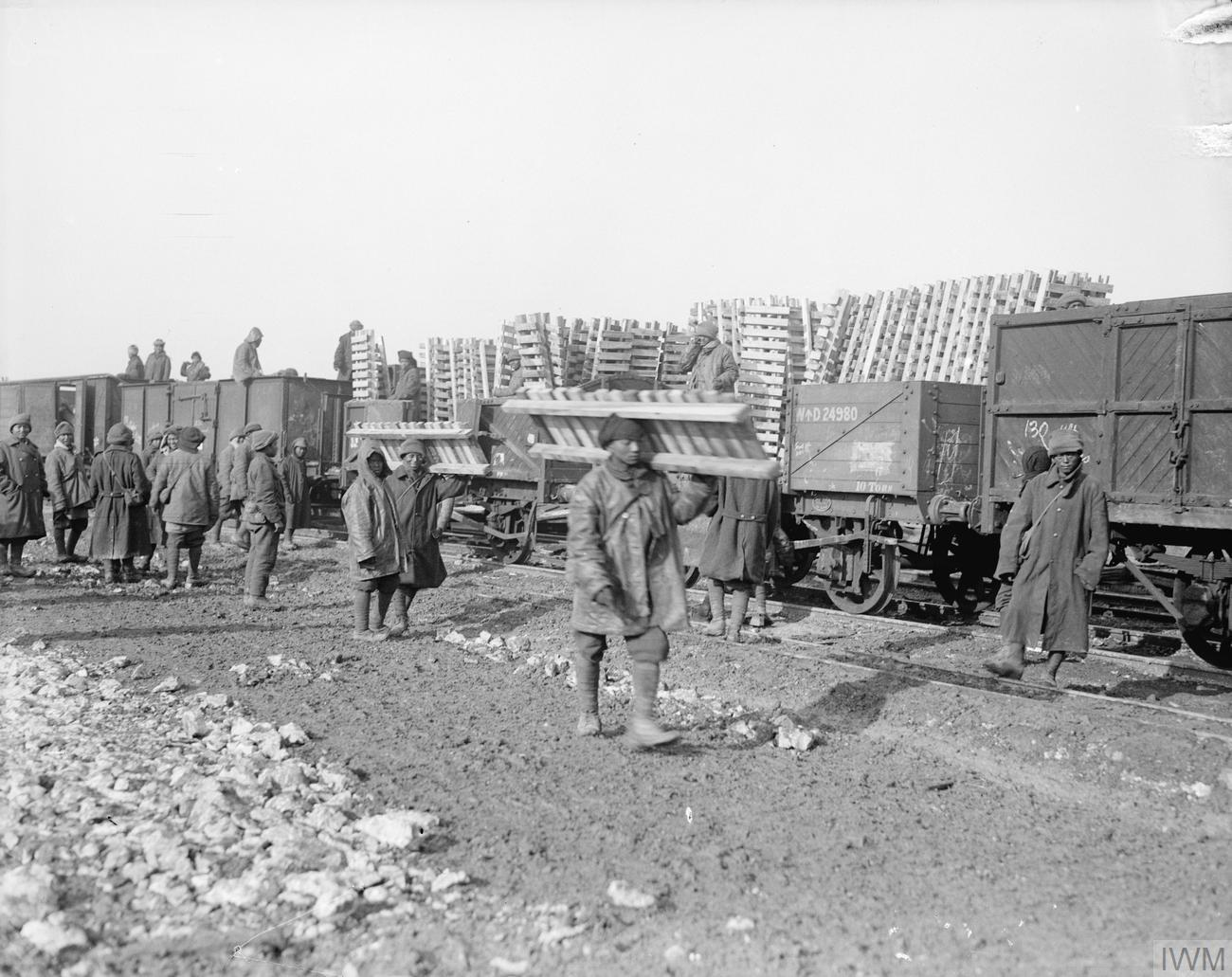
Travailleurs chinois déchargeant un train (1918)

Le village est considéré comme détruit à la fin de la guerre et a été décoré de la Croix de guerre 1914-1918, le 27 octobre 1920.
Le 3 mars 1919, Lucien Raison et Joseph Mouton osent aborder les ruines où erre encore un officier anglais.. Quelques jours plus tard Louis Théry les rejoint. En ce qui concerne le ravitaillement de l'immédiate après-guerre, le pain est fabriqué à Équancourt par un certain M. Carré qui y avait trouvé un four en état de marche. Les familles revenues dans des baraques ou maisons semi-provisoires accélèrent la renaissance du village.

#### Depuis la Guerre 14-18
Un service d'eau à demeure est créé en 1921, d'électricité en 1928[réf. nécessaire].
Au 1er janvier 1971, la commune est transférée de la Somme au Pas-de-Calais (décret du 23 novembre 1970).

## Politique et administration

### Rattachements administratifs et électoraux

#### Rattachements administratifs
La commune initialement située dans le département de la Somme est rattachées au Pas-de-Calais par décret du 23 novembre 1970. Elle fait désormais partie de l'arrondissement d'Arras
Elle faisait partie de 1801 à 1970 du canton de Combles. Lors du changement de département, en 1971 elle est rattachée au canton de Bertincourt. Dans le cadre du redécoupage cantonal de 2014 en France, cette circonscription administrative territoriale a disparu, et le canton n'est plus qu'une circonscription électorale.

#### Rattachements électoraux
Pour les élections départementales, la commune fait partie depuis 2014 du canton de Bapaume.
Pour l'élection des députés, elle fait partie de la première circonscription du Pas-de-Calais.

### Intercommunalité
Ytres était membre de la communauté de communes du canton de Bertincourt, un établissement public de coopération intercommunale (EPCI) à fiscalité propre créé en 1992 et auquel la commune avait transféré un certain nombre de ses compétences, dans les conditions déterminées par le code général des collectivités territoriales.
Conformément aux prescriptions de la loi de réforme des collectivités territoriales du 16 décembre 2010, qui a prévu le renforcement et la simplification des intercommunalités et la constitution de structures intercommunales de grande taille, cette intercommunalité a fusionné avec ses voisines pour former, le 1er janvier 2013, la communauté de communes du Sud-Artois dont est désormais membre la commune.

### Liste des maires

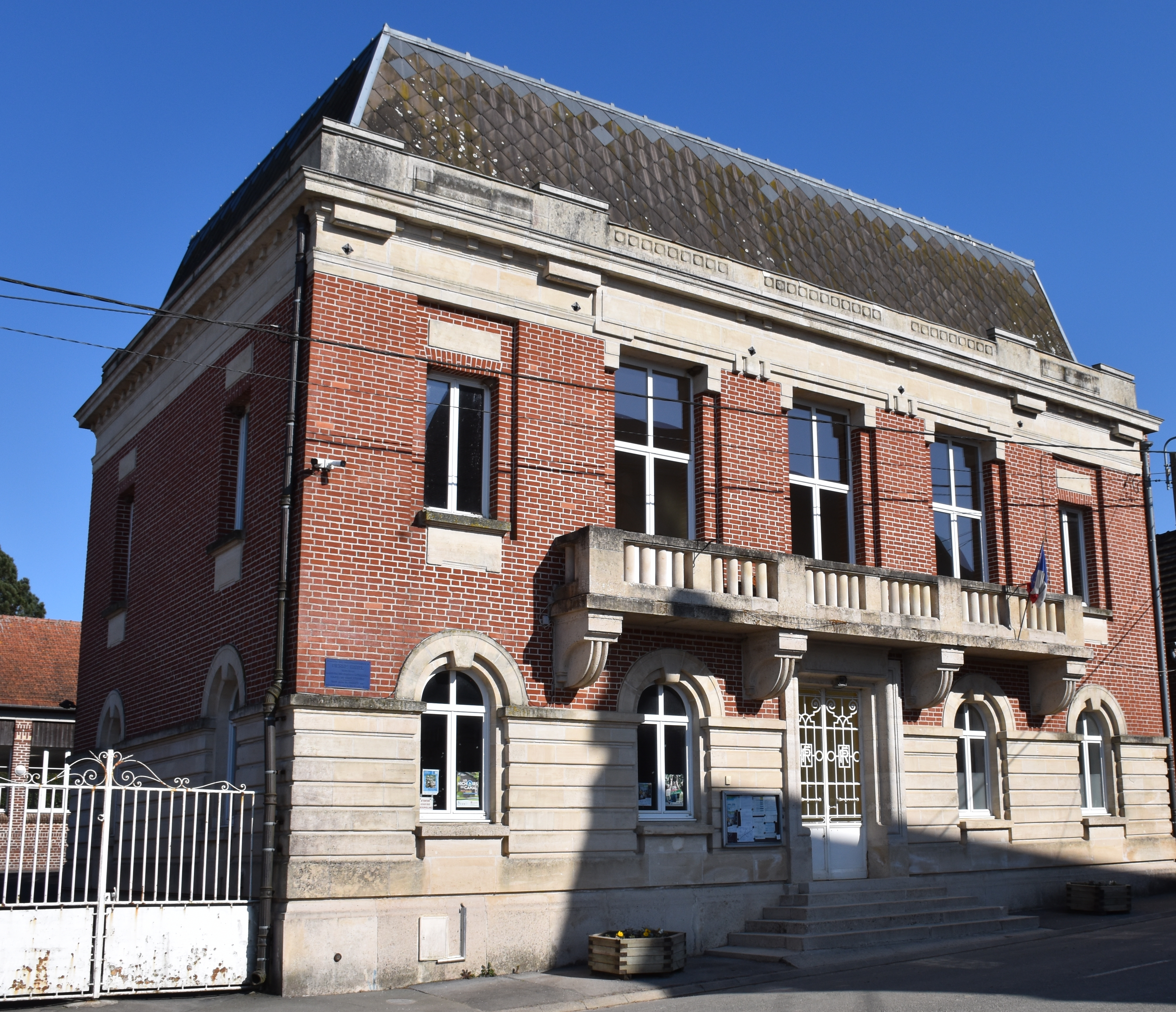
La mairie.

## Population et société

### Démographie

#### Évolution démographique
L'évolution du nombre d'habitants est connue à travers les recensements de la population effectués dans la commune depuis 1793. Pour les communes de moins de 10 000 habitants, une enquête de recensement portant sur toute la population est réalisée tous les cinq ans, les populations de référence des années intermédiaires étant quant à elles estimées par interpolation ou extrapolation. Pour la commune, le premier recensement exhaustif entrant dans le cadre du nouveau dispositif a été réalisé en 2008.

En 2022, la commune comptait 428 habitants, en évolution de −1,61 % par rapport à 2016 (Pas-de-Calais : −0,72 %, France hors Mayotte : +2,11 %).
| 1793  | 1800  | 1806 | 1821 | 1831  | 1836  | 1841  | 1846  | 1851  |
| ----- | ----- | ---- | ---- | ----- | ----- | ----- | ----- | ----- |
| 1 009 | 1 052 | 957  | 993  | 1 175 | 1 171 | 1 113 | 1 145 | 1 087 |

| 1856  | 1861  | 1866  | 1872  | 1876  | 1881  | 1886 | 1891 | 1896 |
| ----- | ----- | ----- | ----- | ----- | ----- | ---- | ---- | ---- |
| 1 060 | 1 116 | 1 102 | 1 032 | 1 055 | 1 007 | 961  | 851  | 886  |

| 1901 | 1906 | 1911 | 1921 | 1926 | 1931 | 1936 | 1946 | 1954 |
| ---- | ---- | ---- | ---- | ---- | ---- | ---- | ---- | ---- |
| 844  | 816  | 982  | 534  | 614  | 588  | 522  | 449  | 449  |

| 1962 | 1968 | 1975 | 1982 | 1990 | 1999 | 2006 | 2008 | 2013 |
| ---- | ---- | ---- | ---- | ---- | ---- | ---- | ---- | ---- |
| 438  | 442  | 396  | 354  | 361  | 393  | 413  | 421  | 437  |

| 2018 | 2022 | - | - | - | - | - | - | - |
| ---- | ---- | - | - | - | - | - | - | - |
| 435  | 428  | - | - | - | - | - | - | - |

#### Pyramide des âges
En 2018, le taux de personnes d'un âge inférieur à 30 ans s'élève à 37,0 %, soit au-dessus de la moyenne départementale (36,7 %). À l'inverse, le taux de personnes d'âge supérieur à 60 ans est de 22,5 % la même année, alors qu'il est de 24,9 % au niveau départemental.
En 2018, la commune comptait 224 hommes pour 211 femmes, soit un taux de 51,49 % d'hommes, largement supérieur au taux départemental (48,50 %).
Les pyramides des âges de la commune et du département s'établissent comme suit.
| Hommes | Classe d’âge | Femmes |
| ------ | ------------ | ------ |
| 0,4    | 90 ou +      | 0,0    |
| 7,6    | 75-89 ans    | 7,6    |
| 14,7   | 60-74 ans    | 14,7   |
| 23,2   | 45-59 ans    | 24,2   |
| 16,5   | 30-44 ans    | 17,1   |
| 16,1   | 15-29 ans    | 15,2   |
| 21,4   | 0-14 ans     | 21,3   |

| Hommes | Classe d’âge | Femmes |
| ------ | ------------ | ------ |
| 0,5    | 90 ou +      | 1,6    |
| 5,6    | 75-89 ans    | 8,9    |
| 16,7   | 60-74 ans    | 18,1   |
| 20,2   | 45-59 ans    | 19,2   |
| 18,9   | 30-44 ans    | 18,1   |
| 18,2   | 15-29 ans    | 16,2   |
| 19,9   | 0-14 ans     | 17,9   |

## Culture locale et patrimoine

### Lieux et monuments
- Le souterrain du canal du Nord de Ruyaulcourt à Ytres. Il est souterrain sur 4,350 km de Ruyaulcourt à Ytres et 1,060 km à La Pannerie. Le souterrain de Ruyaulcourt comporte à chaque extrémité une section à voie unique de 1 600 m et en gare centrale une section de 1 150 m à double voie permettant le croisement des bateaux, cette gare centrale est munie d'un système de ventilation à partir d'un puits de 40 m de haut sur 5 m de diamètre foré au milieu de sa longueur, ce système débouche à Ytres sur un poste de ventilation équipé de deux turbines (une de secours) dont les pales tournent soit en aspiration soit en refoulement, selon que les bateaux arrivent ou sortent de la gare centrale, afin d'éliminer le gaz d'échappement et de ventiler la sortie des péniches du tunnel.
- L'ancienne halte de chemin de fer, route de Léchelle, et la gare d'Ytres-Étricourt, sur la ligne allant de Vélu-Bertincourt à Saint-Quentin de 1880 à 1955.

- Le monument aux morts[34].

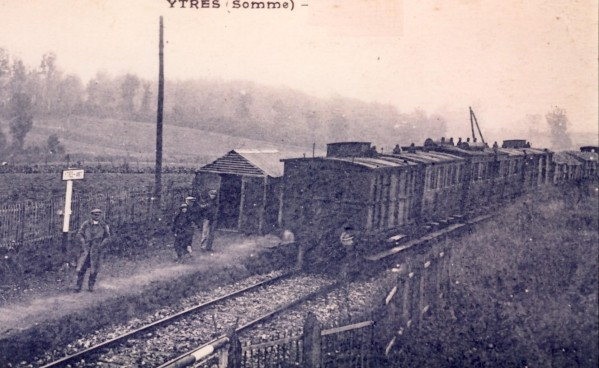
L'ancienne halte sur la route de Léchelle.
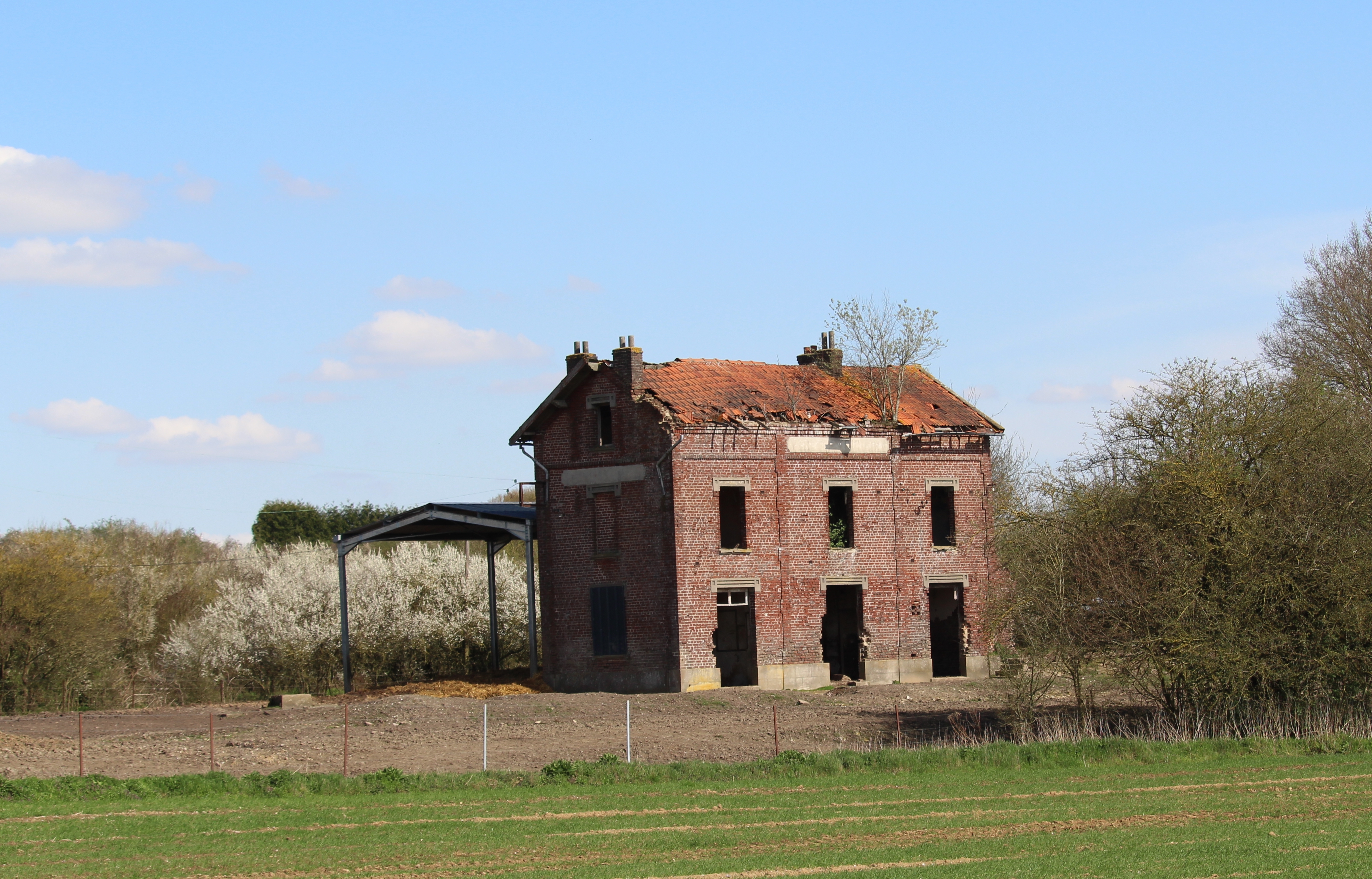
L'ancienne gare.
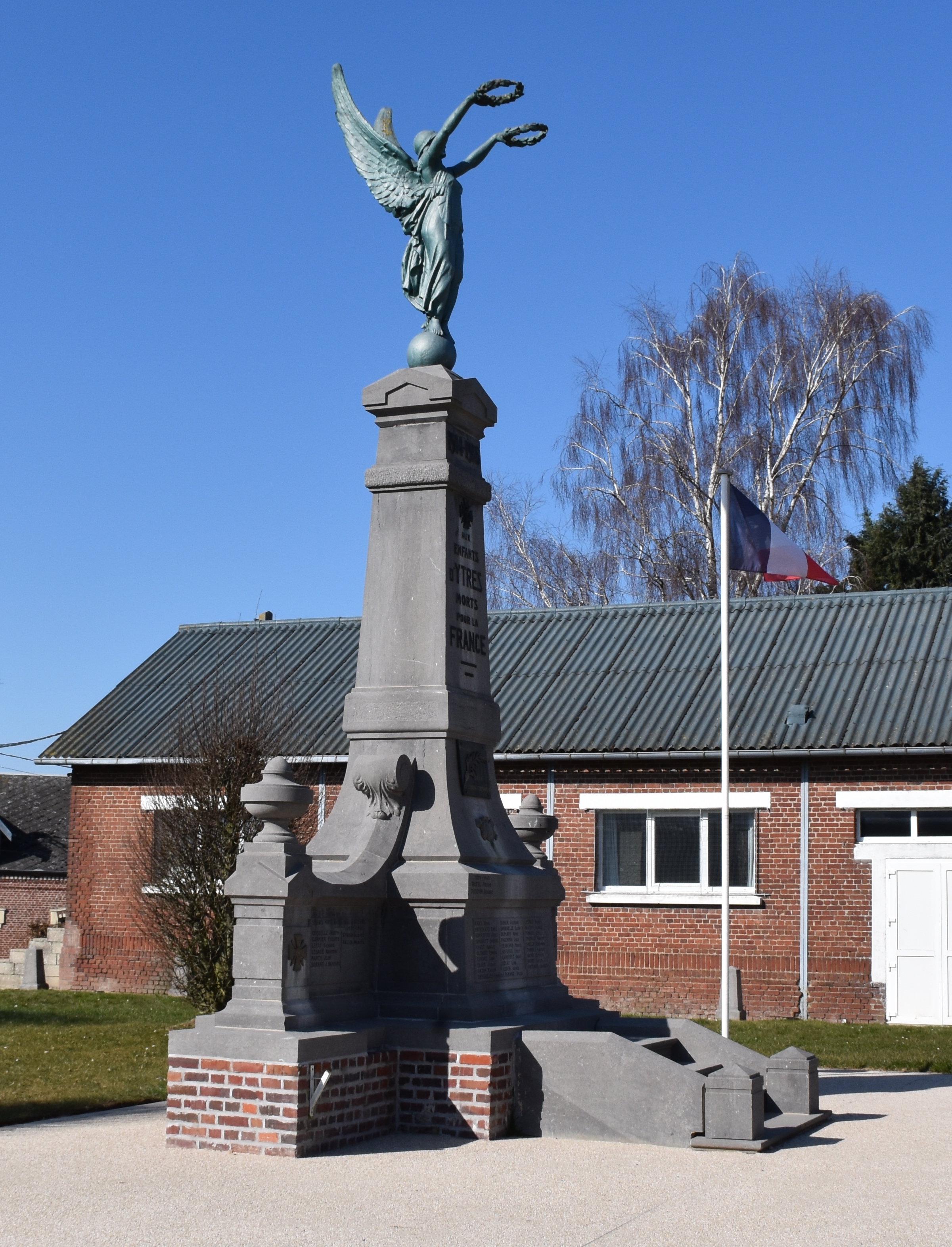
Le monument aux morts.
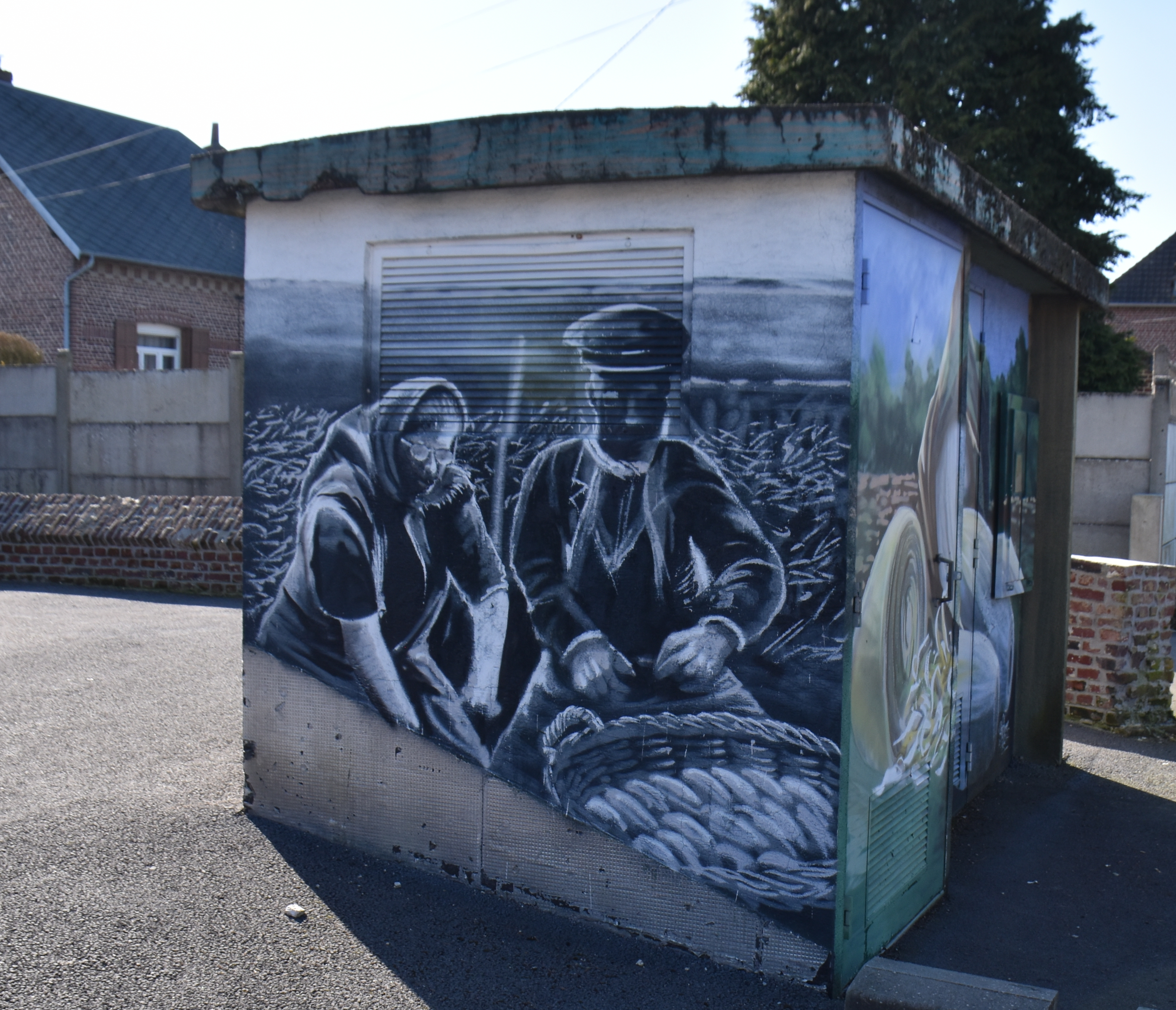
Evocation de la culture des endives activité importante de la commune.
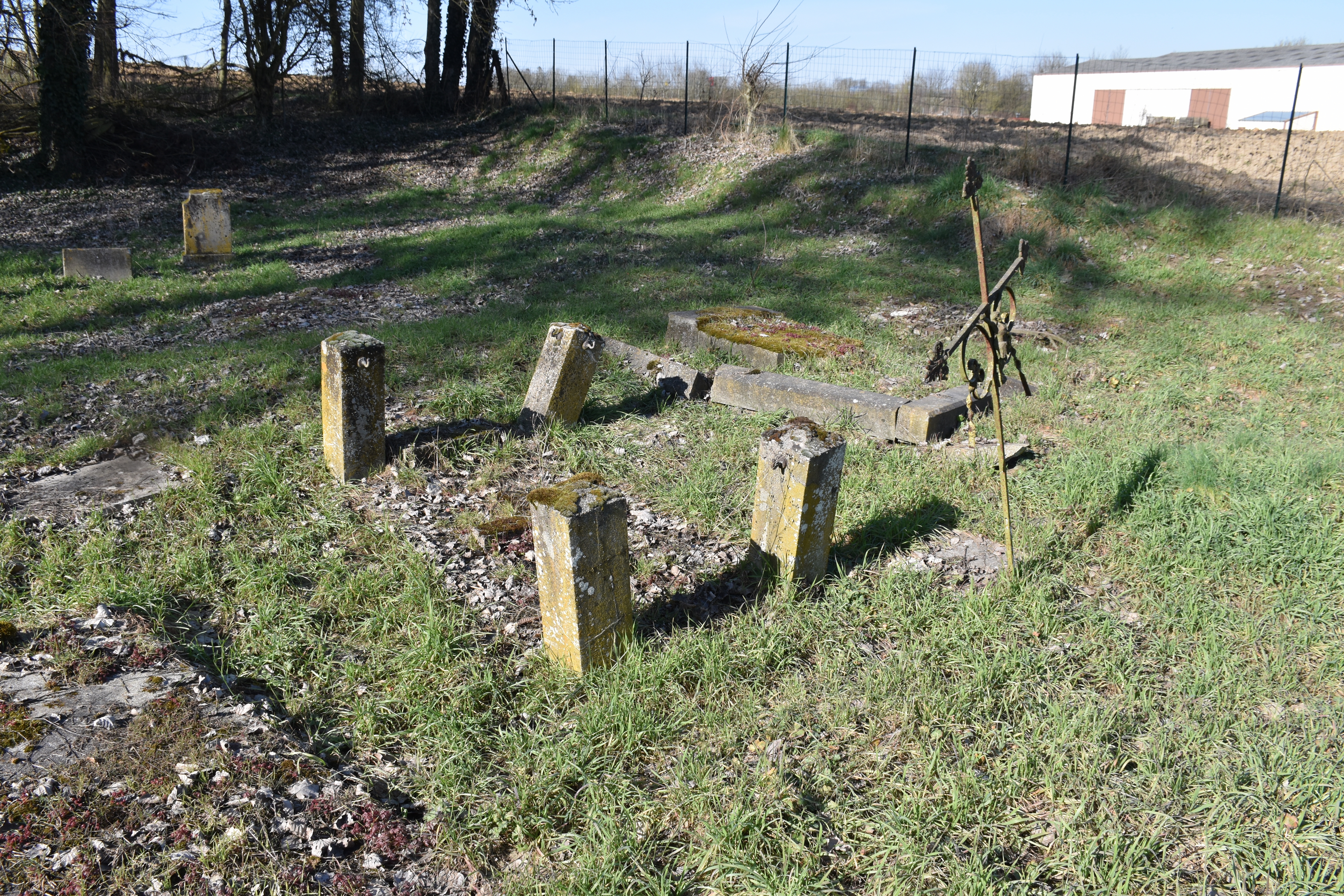
Le cimetière abandonné.

### Personnalités liées à la commune
Jean de Belleforière est le plus ancien seigneur connu. Lui succéda en particulier Charles-Maximilien, baron d'Ytres, qui se distingua en 1668 à la bataille de Lens[réf. nécessaire]

### Héraldique
| Blason de Ytres | Blason  | Écartelé : au 1) et 4) d'argent fretté de six pièces de gueules, au 2) et 3) de sable semé de fleurs de lys d'or. |
| Blason de Ytres | Détails | Le statut officiel du blason reste à déterminer.                                                                  |

## Pour approfondir